# Maracanã-verdadeiro
O maracanã-verdadeiro (Primolius maracana) é um psitacideo encontrado em beira de matas e buritizais, do estado brasileiro do Maranhão até o Paraguai e a Argentina. A espécie mede cerca de 41 cm de comprimento, fronte, parte do dorso e barriga vermelhas, face superior da cauda ferrugínea, face nua amarelo-clara, anel perioftálmico branco e bico negro. Também é conhecida pelo nome de ararinha-maracanã, "arara-maracanã" ou "maracanã-verdadeiro".
Na avicultura é conhecida como arara-azul-de-Illiger,uma homenagem ao ornitólogo alemão Johann Karl Wilhelm Illiger .
Antes fazia parte do gênero Ara da família dos psitacídeos, mas foi mudado para o gênero Primolius.
Dieta: São frugívoros. Há pouca informação sobre a dieta no habitat natural.
Reprodução: A época de nidificação depende da localização geográfica. A postura é de três ovos, cuja incubação dura 26 a 27 dias e é realizada apenas pela fêmea. As crias são altriciais (totalmente dependentes dos pais durante os primeiros tempos de vida). Os juvenis abandonam o ninho depois dos 70 dias de idade.

## Descrição
Tem um comprimento total de aproximadamente 36 a 43 cm. Possui bico preto de tamanho moderado, cauda longa e plumagem predominantemente verde. A parte superior das penas de voo e das coberturas primárias são azuis, como indica seu nome comum em inglês (blue-winged macaw, arara de aza azul) . A parte inferior das asas é amarelada, a ponta da cauda, a coroa e as bochechas são azuladas, sendo a base da cauda e a pequena mancha da barriga  vermelhas. A íris é âmbar . Ela e a maracanã-de-cara-amarela são as únicas araras cuja pele facial nua é amarelada, mas geralmente desbota para branco em cativeiro. Ao contrário da arara-de-barriga-vermelha, a de asa-azul tem a parte inferior do abdômen vermelha e a parte inferior das costas vermelha. Na natureza, diz-se que seu padrão de vôo é um distinto "movimento brusco e empinado".

## Ameaça
Essas aves são afetadas principalmente pelo desmatamento. Elas  foram amplamente capturadas para o comércio de gaiolas - de 1977 a 1979, 183 aves chegaram aos Estados Unidos vindas do Paraguai . Ele diminuiu na parte sul de seu alcance e não há registros recentes da província de Misiones, na Argentina, onde muitos foram mortos por fazendeiros que os consideravam pragas. Portanto, anteriormente era considerado vulnerável. Informações do Brasil sugerem que ele continua generalizado e até mesmo recolonizou áreas em sua faixa histórica no sul do Rio de Janeiro  Isso o levou a ser rebaixado em termos de ameaça para quase ameaçado.

## Avicultura
A maracanã-verdadeira às vezes é mantida por humanos como um pássaro de aviário ou papagaio de companhia. Sendo um pássaro intensamente social e um voador forte, esta arara sobrevive melhor se alojada com outras aves (sejam membros da mesma espécie ou de  espécies de papagaio diferente) e com bastante espaço para voar. Ele também é um mastigador ávido e pode danificar a propriedade de seu detentor. A reprodução em cativeiro desta espécie é desencorajada, devido a preocupações de conservação. Se mantida como animal de estimação, animais dessa espécie-asa-azul pode se relacionar fortemente com os humanos e alguns indivíduos podem até começar a espelhar o estado emocional de seus donos.